# Майорский (Чечня)
Майо́рский (чечен. Майорски) — хутор в Наурском районе Чеченской Республики. Входит в Мекенское сельское поселение.

## География
Расположен северо-восточнее районного центра станицы Наурской.
Ближайшие населённые пункты: на северо-востоке — хутор Корнеев, на юго-западе — хутор Клинков, на юго-востоке — хутор Козлов.
Южнее хутора находится одноимённое озеро Майорское, одно из нескольких крупных озёр Наурского района, имеющее статус особо охраняемой природной территории республиканского значения.

## История
Хутор основан в 1900 году. По состоянию на 1926 год хутор Майорский относился к Мекенскому сельсовету Наурского района Терского округа Северо-Кавказского края. Согласно переписи населения 1926 года на хуторе проживало 84 человека, из них великороссов — 70, калмыков — 14.

## Население
| 1926 | 1990 | 2002 | 2010 |
| ---- | ---- | ---- | ---- |
| 84   | ↗122 | →122 | ↘63  |

По данным переписи 2002 года, на хуторе проживало 122 человека (64 мужчины и 58 женщин), 99 % населения составляли чеченцы.